# Абукиема
Абукиема (фр. Aboukiéma) — деревня в Чаде, расположенная на территории региона Канем. Входит в состав департамента Канем.

## География
Деревня находится в западной части Чада, к северо-востоку от озера Чад, на высоте 304 метров над уровнем моря.
Абукиема расположена на расстоянии приблизительно 188 километров к северо-северо-востоку (NNE) от столицы страны Нджамены. Ближайшие населённые пункты: Галис, Абори, Абани-Арак, Гремари, Абани, Бир-Мафи, Бультоа.
Климат деревни характеризуется как аридный жаркий (BWh в классификации климатов Кёппена).

## Транспорт
Ближайший аэропорт расположен в городе Нгури.